# Bataille de Gythium
Guerre contre Nabis

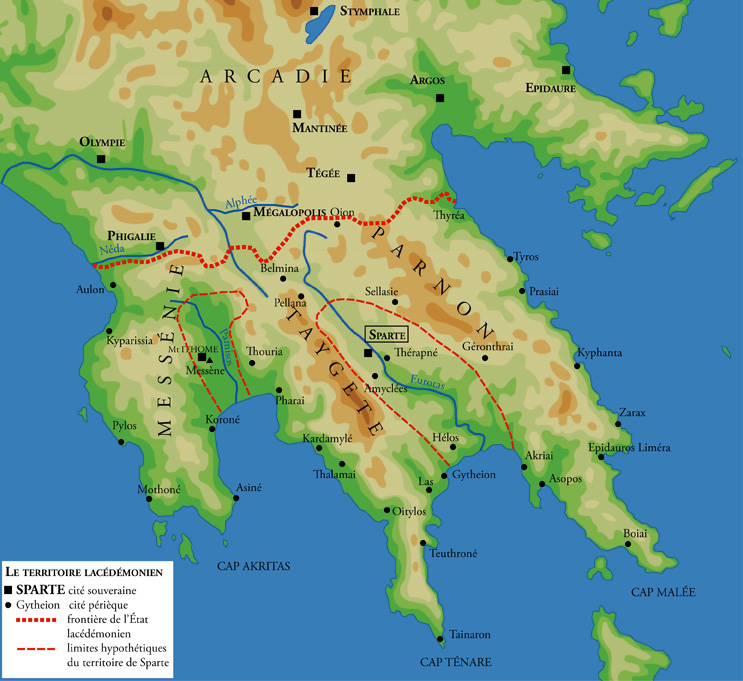
territoire spartiate

La bataille de Gythium opposa en 195 av. J.-C. l’armée Spartiate à celle de la coalition formée par la République romaine, la Ligue achéenne, Rhodes et Pergame lors de la guerre contre Nabis. Les coalisés avaient décidé de s'emparer du port de Gythium, une importante base spartiate, avant d'envahir le territoire spartiate. Les armées de Rome et de la Ligue achéenne furent rejointes devant Gythium par les flottes de Rhodes et Pergame. Le commandant spartiate Dexagoridas décida de se rendre mais Gorgopas, le commandant conjoint, l'apprit et tua Dexagoridas. Les Spartiates résistèrent alors vigoureusement mais durent capituler, à condition que la garnison puisse quitter Gythium, à l'arrivée de renforts commandés par Titus Quinctius Flamininus. Nabis, tyran de Sparte, dut alors abandonner les territoires environnants et se retirer dans sa capitale. Sparte capitula plus tard dans l'année.